# Ongwediva
Ongwediva ist eine Stadt mit rund 20.000 Einwohnern in der Region Oshana (einer der „Vier O-Regionen“) zusammen mit Oshakati und Ondangwa die zweitgrößte städtische Agglomeration in Namibia (nach Windhoek). Die Stadt liegt rund sechs Kilometer östlich von Oshakati an der Nationalstraße B1. Im gleichnamigen Wahlkreis Ongwediva leben 27.000 Einwohner. Der Bevölkerungszuwachs beträgt 3,5 Prozent pro Jahr.
In Ongwediva findet alljährlich mit der Handelsmesse Ongwediva die drittgrößte Messe Namibias statt.
Die Stadt besitzt ein staatliches Krankenhaus, den Ongwediva Medipark, 13 staatliche und zwei private Schulen, weiterführende Bildungseinrichtungen sowie diverse Hotels, Gasthäuser und drei Shopping-Center. Zudem gibt es sieben Kirchen. In Ongwediva befindet sich einer der 12 Campusse der University of Namibia, der José Eduardo dos Santos Campus.
Ongwediva soll ab Weihnachten 2019[veraltet] Sitz des neuen Bistum Oshakati sein.

## Klima
Ongwediva hat ein semiarides Klima (Steppenklima BSh, gemäß der Klimaklassifikation nach Köppen und Geiger), mit heißen Sommern und relativ milden Wintern (warme Tage und kalte Nächte). Der durchschnittliche jährliche Niederschlag beträgt etwa 470 Millimeter; die Hauptniederschläge fallen im Südsommer.

## Geschichte
Ongwediva entstand während der Zeit des namibischen Unabhängigkeitskampfes und wurde in den 1960er Jahren von den südafrikanischen Streitkräften gegründet. Die Stadt direkt benachbart zu Oshakati entwickelt sich seit der Unabhängigkeit zu einem bedeutenden städtischen Zentrum im Norden des Landes.

## Kommunalpolitik
Bei den Kommunalwahlen 2020 wurde folgendes amtliche Endergebnis ermittelt.
| Partei    | Stimmen | Stimmenanteil | Sitze |
| --------- | ------- | ------------- | ----- |
| SWAPO     | 1681 ▼  | 61,1 % ▼      | 4 ▼   |
| IPC NEU   | 952     | 34,6 %        | 3     |
| PDM       | 82      | 2,9 %         | 0 ▬   |
| NEFF NEU  | 37      | 1,3 %         | 0     |
| Insgesamt | 2752    | 100 %         | 7     |

## Bildung
Ongwediva verfügt über zahlreiche Grund- und weiterführende Schulen, unter anderem
- Kleine Kuppe Private School
- Golden Maggy Private School
- Liberty Heritage Private School
- Ongwediva Control Primary School
- Shapwa Primary School
- International Primary School
- Kandjengedi Primary School
- Charles Andreson Primary School
- Hashyana Combined School
- Nekulilo Omagano Memorial School
- Ongwediva Junior Secondary School
- Gabriel Taapopi Senior Secondary School
- Ekwafo Senior Senior Secondary School
- Mweshipandeka Senior Secondary School
- Mauritz Devenish Senior Secondary School
- Integrity School

Zu den tertiären Bildungseinrichtungen zählen unter anderem
- International University of Management
- University of Namibia – Fakultät für Bildung (ehemals Ongwediva College of Education)
- University of Namibia – Fakultät für Informationstechnologie und Ingenieurwesen
- Valombola Vocational Training Centre
- Institute of Open Learning
- School of Law Foundation
- Polytechnic of Namibia Distance Centre

## Städtepartnerschaften
- Ardooie, Belgien
- Lommel, Belgien